# Paramyxida
Die Paramyxida sind ein Taxon von einzelligen Parasiten, die zum Stamm der Endomyxa gezählt werden.

## Merkmale
Die infektiösen Zellen sind Amöben. Sie bilden Tochterzellen durch Teilung der infektiösen Zelle, die innerhalb der Mutterzelle verbleiben. Die Paramyxida werden deshalb als mehrzellig angesehen. Die Zellen können sich zu mehrzelligen Sporen weiterentwickeln. 
Die Paramyxida verfügen über einen komplizierten Ablauf von Kern- und Zellteilungen.
Ultrastrukturell sind sie durch eine reduzierte Form der Zentriolen mit neun Mikrotubuli gekennzeichnet. Diese sind mit den Mikrotubuli des Spindelapparates assoziiert. Die Kernhülle zerreißt während der Kernteilung. 

## Lebensweise
Die Paramyxida leben parasitisch im Verdauungstrakt von marinen Invertebraten. Sie ernähren sich hier osmotroph. 

## Systematik
Die Paramyxida werden in die Gruppe der Ascetosporea gestellt, eine Gruppe parasitischer Einzeller. Zu ihnen werden drei Gattungen gezählt:
- Marteilia
- Paramyxa
- Paramarteilia

## Belege
- David J. Patterson: The Diversity of Eukaryotes. The American Naturalist, Band 65, Supplement, 1999, S. 96–124.